# Kieler Gelehrtenverzeichnis

Siegel der Christian-Albrechts-Universität zu Kiel

Das Projekt Kieler Gelehrtenverzeichnis – Kieler Professorinnen und Professoren von 1919 bis 1965 ist eine Online-Sammlung biographischer Daten über alle Kieler Hochschullehrerinnen und Hochschullehrer, die zwischen 1919 und 1965 an der Christian-Albrechts-Universität gelehrt haben.

## Das Projekt

### Zielsetzung
In der ersten Phase sollen zunächst die Professoren und Professorinnen des Zeitraums von 1919 bis 1965 erfasst und aufgeführt werden. Für die einzelnen Personen werden hierfür alle wichtigen Lebensdaten, beruflichen Stationen und wissenschaftlichen Publikationen erarbeitet.
Wie auch bei anderen Katalogen dieser Art (siehe die Professorenkataloge der Universität Leipzig und der Universität Rostock) sind der Professorentitel sowie die reguläre Zugehörigkeit zum Lehrkörper der Christian-Albrechts-Universität die zentralen Aufnahmekriterien. Zu dem im Katalog erfassten Personenkreis zählen darüber hinaus die Honorarprofessoren sowie die nicht planmäßigen Extraordinarien. Die einzelnen Professoren werden mit ihren wichtigsten biografischen Daten, akademischen Stationen und Publikationen vorgestellt. Soweit möglich, soll von allen Personen ein Bild eingestellt werden.
Das Projekt der Abteilung für Regionalgeschichte mit Schwerpunkt zur Geschichte Schleswig-Holsteins im Mittelalter/Früher Neuzeit bildet auf diese Weise einen zentralen Bestandteil für die Erforschung der Kieler Universitäts- und Wissenschaftsgeschichte.
Am 20. und 21. April 2012 lud die Abteilung für Regionalgeschichte mit dem Schwerpunkt Schleswig-Holstein im Mittelalter/Früher Neuzeit, unter Leitung von Oliver Auge und Swantje Piotrowski, zu einer Fachtagung in der Kunsthalle zu Kiel. Rund 100 Wissenschaftlerinnen, Wissenschaftler und Gäste befassten sich im Rahmen der Tagung mit der Frage „Wozu den Kieler Professorenkatalog?“ und diskutierten über Vorteile und Nutzungsmöglichkeiten solch einer umfassenden biographischen Datenbank von Kieler Professorinnen und Professoren.
Seit November 2013 wird in enger Zusammenarbeit mit der Arbeitsgruppe Kommunikationssysteme des Instituts für Informatik das Kieler Gelehrtenverzeichnis mit aktuellen Technologien des Semantic Web realisiert.

### Datenbestand
Das Kieler Gelehrtenverzeichnis bildet einen wichtigen Teil der Universitätsgeschichte. Das erhobene Datenmaterial erfährt durch seine fortlaufende Bearbeitung einen hohen Grad an Aktualität und kann stetig erweitert werden. Es bietet dem künftigen Nutzer neben komplexen Abfragen zu Forschungszwecken auch die Möglichkeit, Fragen nach sozialer und regionaler Herkunft der Kieler Professoren in ausgewählten Zeitabschnitten statistisch auszuwerten.
Der biographische Grundstock der Datenbank wurde durch die Übernahme des von der Kieler Universitätsbibliothek erstellten Digitalisats des „Volbehr/Weyl“ aus dem Jahr 1956 gewonnen. Zur Füllung der Datenbank werden zunächst die einschlägigen gedruckten biografischen Nachschlagewerke systematisch ausgewertet, darunter die „Allgemeine Deutsche Biographie“, die „Neue Deutsche Biographie“, die „Deutsche Biographische Enzyklopädie“, „Kürschners Deutscher Gelehrten-Kalender“ und das „Biographische Lexikon für Schleswig-Holstein und Lübeck“. Eine weitere wichtige Informationsquelle ist ebenfalls die seit 1966 zweimal jährlich erscheinende Zeitschrift „Christiana Albertina“. In einem weiteren Schritt sollen neben der gedruckten Überlieferung als kontrollierende Instanz die Personalakten, vornehmlich die des Universitätsarchivs in Schleswig (LASH), ausgewertet werden.
Bei der Verwirklichung des Verzeichnisses kommen aktuelle Technologien des Semantic Web zum Einsatz. Das Kieler Gelehrtenverzeichnis wird so den Anforderungen moderner wissenschaftsgeschichtlicher Forschung gerecht und ermöglicht die Vernetzung mit anderen Verzeichnissen sowie die Behandlung völlig neuer zukünftiger Forschungsfragen.